# Tom Devriendt
Tom Devriendt (Veurne, 29 oktober 1991) is een Belgisch voormalig wielrenner.

## Carrière

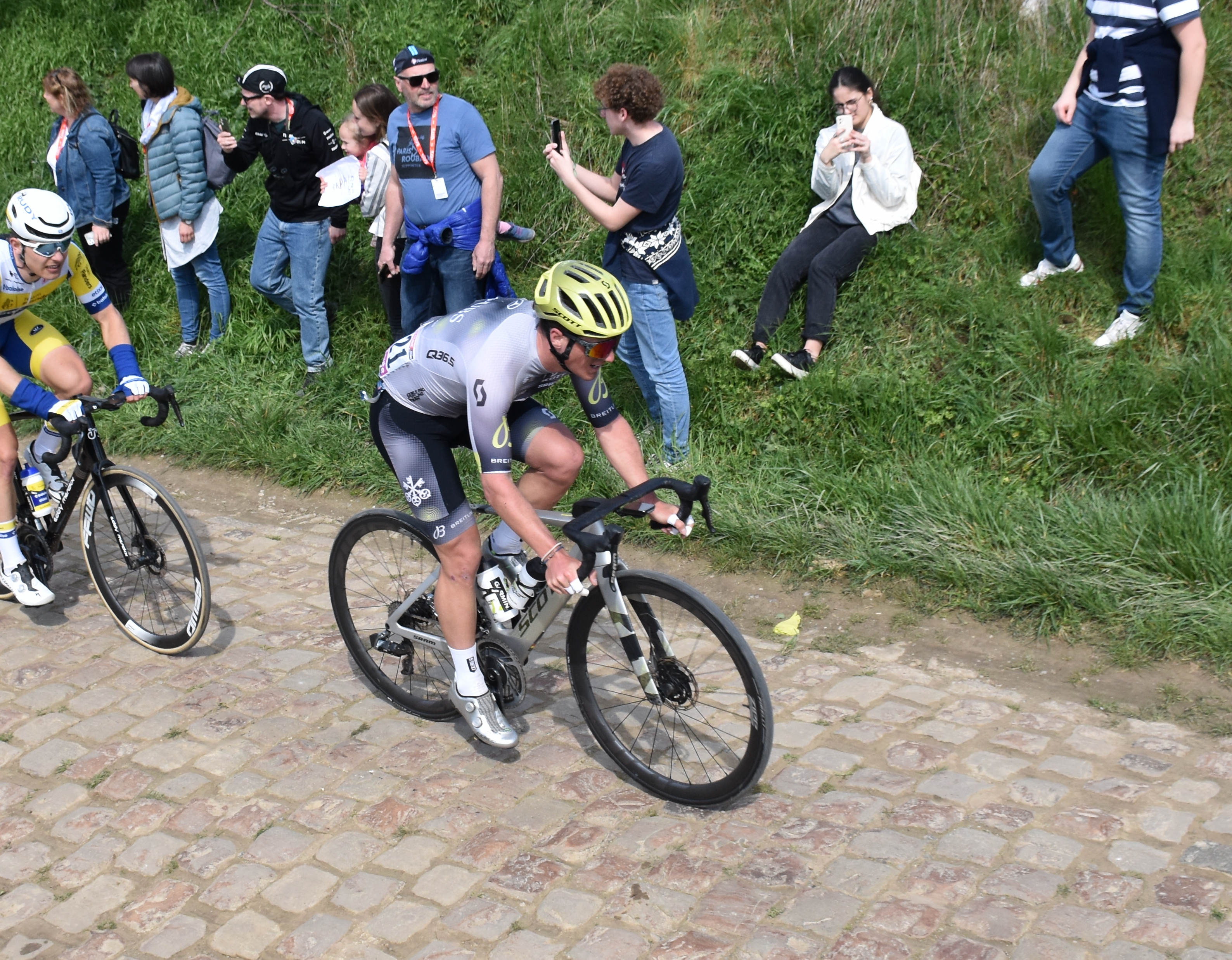
Tom Devriendt in Parijs-Roubaix 2023

Devriendt tekende zijn eerste contract in 2014 bij Team 3M. Zijn beste resultaat was een derde plek in de Omloop van het Waasland, achter Danilo Napolitano en Antoine Demoitié.
In 2015 deed Devriendt een stap hogerop naar Wanty-Groupe Gobert. In zijn eerste profseizoen reed hij onder meer de E3 Harelbeke, Gent-Wevelgem en Parijs-Roubaix. Zijn beste prestatie dat jaar was de derde plaats, achter Philippe Gilbert en Danny van Poppel, in de Grand Prix Pino Cerami.
In 2022 reed Devriendt naar een vierde plaats in Parijs-Roubaix na een lange vlucht met vijf renners op 113 kilometer van de finish. Daarvan bleef alleen Devriendt en Matej Mohorič over om samen met Wout Van Aert en Stefan Küng te sprinten om de tweede plaats, bijna twee minuten na winnaar Dylan van Baarle.
Na aanhoudende darmproblemen en de diagnose van Ziekte van Crohn stopte Devriendt in eind 2024 met wielrennen.

## Overwinningen
2011
3e etappe Tour de l'Eure et Loire (ploegentijdrit)
Dwars door de Antwerpse Kempen
2014
Internatie Reningelst
2017
Omloop van het Houtland
2019
2e etappe Ronde van Oostenrijk

## Resultaten in voornaamste wedstrijden
| Jaar | Gent-Wevelgem | Ronde van Vlaanderen | Parijs-Roubaix | Amstel Gold Race | Ronde van Lombardije | Omloop Het Nieuwsblad | Parijs-Tours | Eschborn-Frankfurt |
| ---- | ------------- | -------------------- | -------------- | ---------------- | -------------------- | --------------------- | ------------ | ------------------ |
| 2015 | opgave        |                      | 112e           |                  |                      |                       | opgave       |                    |
| 2016 | opgave        | 37e                  | opgave         | opgave           |                      | 96e                   |              | 6e                 |
| 2017 |               |                      |                |                  |                      |                       | 11e          |                    |
| 2018 | 91e           | 30e                  |                | 43e              |                      | opgave                | 21e          |                    |
| 2019 | opgave        | opgave               | 37e            |                  |                      | 47e                   | opgave       |                    |
| 2020 |               |                      |                |                  | opgave               |                       | opgave       |                    |
| 2021 |               |                      | opgave         |                  |                      |                       | 68e          |                    |
| 2022 |               | 66e                  | 4e             | 52e              |                      |                       | 78e          |                    |
| 2023 |               |                      | 85e            | opgave           |                      |                       | 53e          |                    |
| 2024 |               | opgave               |                |                  |                      |                       |              |                    |

## Ploegen
- 2014 –  Team 3M
- 2015 –  Wanty-Groupe Gobert
- 2016 –  Wanty-Groupe Gobert
- 2017 –  Wanty-Groupe Gobert
- 2018 –  Wanty-Groupe Gobert
- 2019 –  Wanty-Groupe Gobert
- 2020 –  Circus-Wanty-Gobert
- 2021 –  Intermarché-Wanty-Gobert Matériaux
- 2022 –  Intermarché-Wanty-Gobert Matériaux
- 2023 –  Q36.5 Pro Cycling Team
- 2024 –  Q36.5 Pro Cycling Team

De Vos · de Man · Devriendt · Druyts · Franckaert · Janssens · Juodvalkis · Pot · Schuermans · Segers · Sleurs · Stevens · Van Hoovels · M.van Zijl · D.van Zijl · Van Zummeren · Vandenbogaerde · Vanspeybroeck · Vermeulen · Vingerling · Gough (stagiair)
Antonini · Backaert · Baugnies · De Greef · De Troyer · Devriendt · Dron · Eijssen · Gasparotto · Ghyselinck · Jans · Leukemans · Marcato · Minnaard · Napolitano · Robert · Selvaggi · Seynaeve · Van Melsen · Vanlandschoot · Veuchelen · Barroso (stagiair) · Callebaut (stagiair) · Stenuit (stagiair)
Antonini · Backaert · Baugnies · Degand · Dehaes · Devriendt · Doubey · Kreder · Levarlet · Martin · McNally · Meurisse · Minnaard · Napolitano · Offredo · Pasqualon · Smith · Stenuit · Van Keirsbulck · Van Melsen · Vanspeybrouck · Veuchelen · Dhaene (stagiair) · Gibbons (stagiair) · de Laat (stagiair)
Antonini · Backaert · Baugnies · De Clercq · Degand · Devriendt · Doubey · Dupont · Eiking · Kreder · Martin · McNally · Meurisse · Minnaard · Offredo · Pasqualon · Smith · Vallée · Van Keirsbulck · Van Melsen · Vanspeybrouck
Bakelants · Bellicaud · De Gendt · De Plus · De Winter · Delacroix · Devriendt · Eiking · Evans · Hermans · Hirt · van der Hoorn · van Kessel · Koch · Kreder · Lammertink · Meintjes · Minali · Pasqualon · Petilli · Planckaert · B. van Poppel · D. van Poppel · Rota · Taaramäe · Van Melsen · Vanspeybrouck · Vliegen · Zimmermann · Girmay (stagiair) · Daemen (stagiair) · De Pooter (stagiair) · Jarnet (stagiair)
Bakelants · Bystrøm · Claeys · De Gendt · Delacroix · Devriendt · Girmay · Goossens · Hermans · Hirt · Huys · Johansen · Kristoff · Meintjes · Page · Pasqualon · Peák · Petilli · Petit · Planckaert ·  Pozzovivo(vanaf 14/2) · Rota · Taaramäe · Thijssen · van der Hoorn · van Kessel · Van Melsen · van Poppel · Vliegen · Zimmermann · De Pooter (stagiair) · Mihkels (stagiair)
Abreha · Badilatti · Bauer · Brambilla · Calzoni · Camprubi · Christen · Colombo · Conca · Davis · Devriendt · Donovan · Fedeli · Hagen · Howson · Ludvigsson · Małecki · Monk · Moschetti · Parisini · Puppio · Rosskopf · Sajnok · Zukowsky · Novák (stagiair)
Abreha · Azparren · Badilatti · Brambilla · Calzoni · Camprubi · Christen · Colombo (vanaf 1/8) · Conca · de la Cruz · Devriendt · Donovan · Fancellu · Frison · Hagen · Howson · Ludvigsson · Małecki · Monk · Moschetti · Nizzolo · Parisini · Rosskopf · Sajnok · Steimle · Townsend · Whelan · Zukowsky · Krijnsen (stagiair) · Sommer (stagiair)